# Sant Ponç (Lérida)
Sant Ponç es una entidad de población española del municipio de Clariana de Cardener, perteneciente a la provincia de Lérida, en la comunidad autónoma de Cataluña. En 2022, la entidad singular de población tenía empadronados trece habitantes.